# Državna cesta D512
D512 je državna cesta u Hrvatskoj, koja povezuje Makarsku i Vrgorac. Ukupna duljina iznosi 30,6 km.
Cesta je od 24. listopada 2010. do 8. srpnja 2011. bila zatvorena za sav promet zbog odrona na predjelu Stupica iznad Podgore. Obilazak od Makarske prema Vrgorcu bio je Jadranskom magistralom preko Ploča ili autocestom A1, između čvorova Šestanovac i Ravča. 
 Cesta je privremeno otvorena za promet 8. srpnja 2011., dovršetkom izgradnje tunela na Stupici, duljine 230 metara.